# Cyrtarachne invenusta
Cyrtarachne invenusta là một loài nhện trong họ Araneidae.
Loài này thuộc chi Cyrtarachne. Cyrtarachne invenusta được Tord Tamerlan Teodor Thorell miêu tả năm 1891.